# Central de Acción y Unificación Sindical
La Central de Acción y Unificación Sindical (CAUS), es una central sindical nacional de Nicaragua. La CAUS fue fundada en 1973, como el ala sindical del Partido Comunista de Nicaragua (PCdeN). Su fundador fue Elí Altamirano, secretario general de dicho partido.
En 1983 la CAUS tenía 1,939 miembros pertenecientes a 15 sindicatos afiliados. Estos trabajaban principalmente en los sectores manufacturero, agrícola y pesquero.

## Historia
En 1973 Altamirano fundó la CAUS. Después del triunfo de la Revolución Sandinista de 1979, la CAUS organizó una huelga entre los obreros de las fábricas en marzo de 1980, provocando la reacción del nuevo gobierno sandinista. Altamirano y otros líderes de la CAUS fueron arrestados y acusados de participar en un plan de desestabilización de la CIA. Posteriormente, Altamirano fue arrestado junto con otros miembros del PCdeN y la CAUS el 21 de octubre de 1981 y sentenciado a 7 meses de prisión y acusado de violar el orden público. Él fue reconocido como prisionero de conciencia por Amnistía Internacional.